# Епархия Камины
Епархия Камины (лат. Dioecesis Kaminaensis) — епархия Римско-Католической Церкви с центром в городе Камина, Демократическая Республика Конго. Епархия Камины входит в митрополию Лубумбаши.

## История
18 июля 1922 года Святой Престол учредил апостольский префектура Камины, выделив её из апостольский викариат Кананги (ныне — архиепархия Кананги).
26 февраля 1934 года апостольская префектура Камины была преобразована в апостольский викариат.
10 ноября 1959 года апостольский викариат Камины был преобразован в епархию буллой Cum parvulum Римского Папы Иоанн XXIII.

## Ординарии епархии
- епископ Camille Valentin Stappers (1948 — 1950);
- епископ Victor Petrus Keuppens (1950 — 1971);
- епископ Barthélémy Malunga (1971 — 1990);
- епископ Jean-Anatole Kalala Kaseba (1990 — по настоящее время).